# Michal Geci
Michal Geci, též Michal Géci (7. června 1919 – ???), byl slovenský a československý politik Demokratické strany, předúnorový poslanec Slovenské národní rady a poslanec Sněmovny lidu Federálního shromáždění a Slovenské národní rady po sametové revoluci.

## Biografie
Na základě výsledků parlamentních voleb roku 1946 byl zvolen do Slovenské národní rady za Demokratickou stranu. Poslanecký mandát ztratil po únorovém převratu roku 1948 rozhodnutím prokomunistického Akčního výboru Demokratické strany.
Jako jeden z mála předúnorových politiků se do vysoké politiky krátce vrátil po pádu komunistického režimu. V lednu 1990 zasedl v rámci procesu kooptací do Federálního shromáždění po sametové revoluci do Sněmovny lidu (volební obvod č. 171 – Turčianske Teplice, Středoslovenský kraj) jako poslanec za obnovenou Demokratickou stranu (poté, co byla transformována dosavadní normalizační Strana slovenské obrody). Ve Federálním shromáždění setrval do konce funkčního období, tedy do svobodných voleb roku 1990. Ve volbách roku 1990 byl zvolen za DS do Slovenské národní rady. Na mandát poslance SNR rezignoval v říjnu 1991 se zdravotních důvodů.
K roku 1990 je uváděn bytem Piešťany.